# Beckley, West Virginia
Beckley är administrativ huvudort i Raleigh County i West Virginia i USA. Enligt 2010 års folkräkning hade Beckley 17 614 invånare. Grundaren Alfred Beckley döpte orten efter sin far John J. Beckley.

## Kända personer från Beckley
- Thomas Carper, politiker
- Clarence W. Meadows, politiker
- Nick Rahall, politiker
- Chris Sarandon, skådespelare
- Hulett C. Smith, politiker